# Sonata para piano n.º 4 (Beethoven)
A quarta sonata de Beethoven segue a mesma estrutura das três anteriores, com quatro movimentos. Esta sonata, em Mi bemol maior, foi dedicada à condessa Babette Von Keglevics, por muitos considerada amante de Beethoven. Essa sonata tem uma característica muito energética e até mesmo passional em seus movimentos.

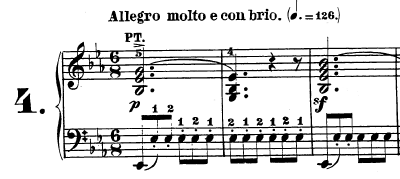
Allegro: Primeiro movimento.

O tema do primeiro movimento inicia uma ideia repetitiva, nas colcheias da mão direita. A atmosfera alegre e jovial preenche a exposição. Passagens rápidas em oitavas quebradas e escalas cromáticas aumentam o nível de dificuldade desse movimento. O desenvolvimento utiliza a textura do início da obra, explorando o acompanhamento da mão esquerda. Beethoven modula para lá menor no decorrer do desenvolvimento - é a segunda vez que Beethoven troca a armadura de clave durante um primeiro movimento ( a primeira acontece em sua segunda sonata). O movimento longo termina de uma forma decisiva.

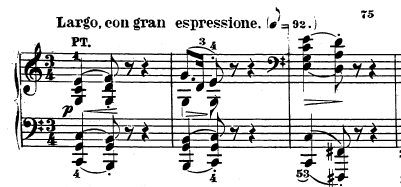
Largo, con gran espressione : Segundo movimento.

Largo, con gran espressione é a indicação de Beethoven para o clima do segundo movimento, que se desenrola em dó maior. A escrita comedida e cheia de pausas relembra o segundo movimento da sonata Op. 2 número 3, mas as variações de ritmo, articulação e dinâmica fazem esse movimento se destacar entre as páginas escritas por Beethoven em sua primeira fase. O uso contante de tenuto reflete a preocupação de Beethoven em dar ênfase à expressividade. A dificuldade técnica reside na interpretação e cuidado com as notas pontuadas.

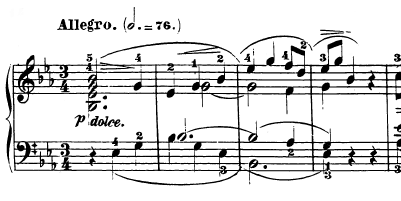
Allegro: Terceiro movimento.

O terceiro movimento não é um scherzo, e tampouco um minueto. Beethoven simplesmente colocou allegro no topo da página. Se bem que o tema poderia perfeitamente se encaixar num minueto, com o compasso ternário e a melodia simples em frases de quatro compassos. A segunda parte tem um início polifônico (como muitos trios e scherzos de Beethoven) e mantém a simplicidade.   A atmosfera de turbulência atingida pelos acordes quebrados só poderia sair da pena de Beethoven. A energia não pára do inicio ao fim, e o intérprete tem que ter concentração para fazer as notas bem iguais, mas ao mesmo tempo trazer a melodia "escondida" a tona.

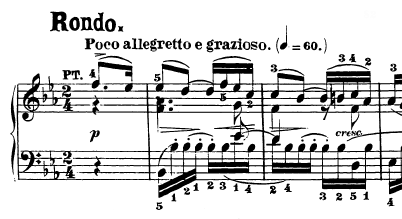
Rondo: Quarto movimento.

O rondó final é bem difícil tecnicamente, assim como todos os últimos movimentos das sonatas de Beethoven. Alguns até dizem que esse é o seu rondó mais ambicioso para piano da primeira fase. O pianista tem que ter uma resistência grande, porque o movimento é bem longo, e as mudancas de técnica são constantes. O final da sonata se dilui em uma nuvem de fusas na mão esquerda.
A sonata Op. 7 é definitivamente uma sonata a ser estudada por qualquer pianista sério que queira entrar a fundo na obra para piano do Beethoven da primeira fase.

## Fonte
BERBER, (apelido). Sonata Op. 7. Extraído do sítio do Fórum musical Presto, <http://presto.s4.bizhat.com/viewtopic.php?t=55&postdays=0&postorder=asc&start=0&mforum=presto>, publicado com permissão do autor. Acesso em: 10 de junho de 2007.